# Terchijn Cagaan nuur

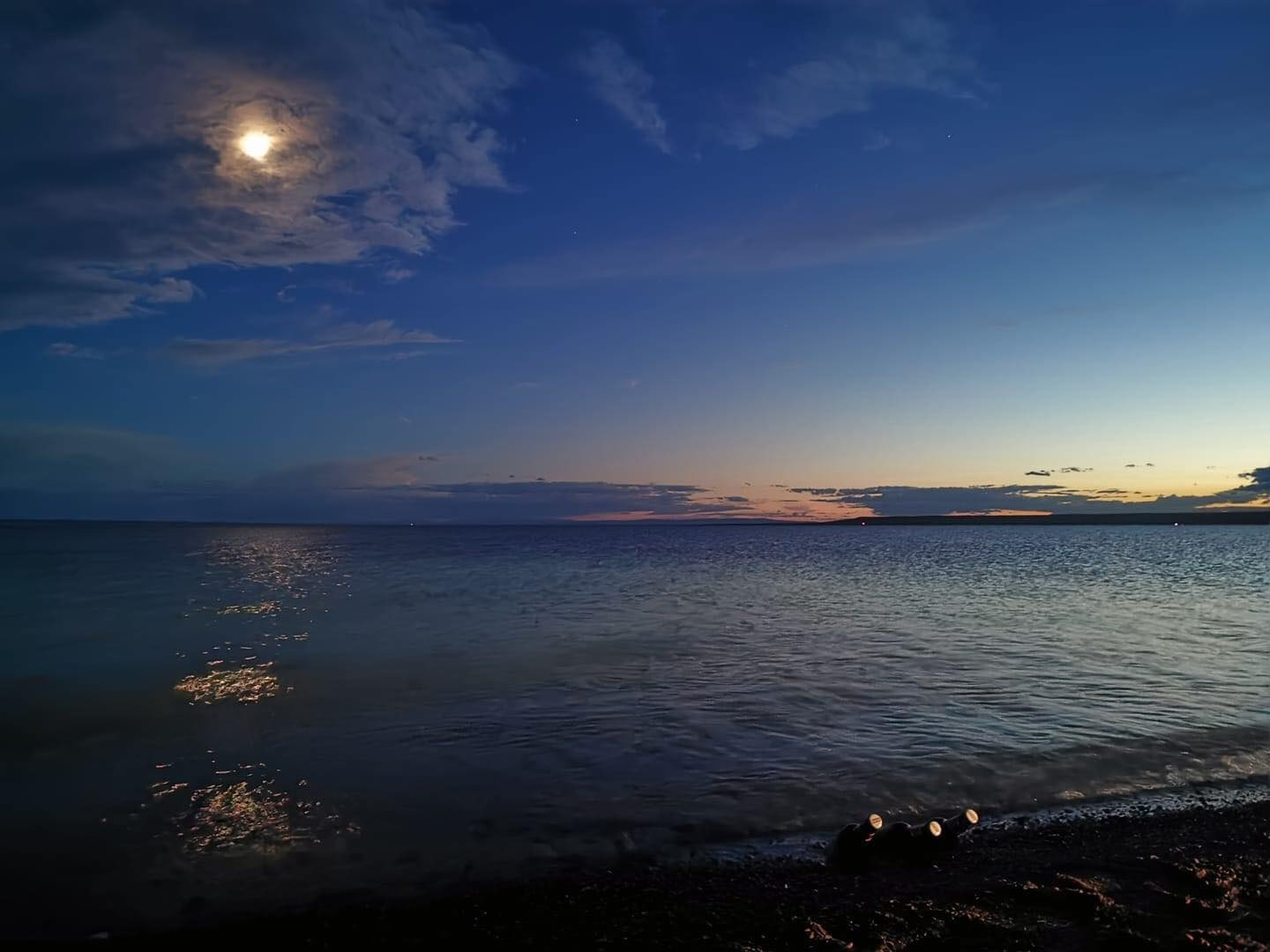
Terchijn Cagaan nuur

Terchijn Cagaan nuur (mong. Тэрхийн Цагаан нуур) – słodkowodne jezioro znajdujące się w środkowej Mongolii, w ajmaku północnochangajskim, u południowego podnóża Tarwagataju. Leży na terenie Parku Narodowego Chorgo-Terchijn Cagaan nuur.

## Charakterystyka
Jezioro słodkowodne o powierzchni 61 km², głębokości do 20 m (średnia – 6,3 m), długości do 16 km i szerokości do 6 km. Leży na wysokości 2060 m n.p.m. Długość linii brzegowej wynosi 66 km, a objętość 0,351 km³. Do jeziora wpada kilkanaście dopływów, z których największym jest Terchijn gol, natomiast odpływ zapewnia tylko jedna rzeka – Suman gol. Badania wskazują, że wielkość jeziora nie jest stała i dla okresu 1990 – 2020 jego powierzchnia zmniejszyła się z ponad 61,5 km² do ponad 59,5 km². Naukowcy wiążą to przede wszystkim ze zmianami wywołanymi przez globalne ocieplenie, choć pewne znaczenie wg nich może też mieć silny wzrost turystyki nad akwenem. Bilans wodny jeziora jest zależny głównie od rzek, które generują 97% wód dopływu (reszta pochodzi z opadów) i 93,5% odpływu (reszta jest wynikiem parowania wody). Jezioro jest mezotroficzne, o zasadowym odczynie wody (7,6 – 8,4 pH), wody latem nie są stratyfikowane osiągając temperaturę do 20 °C, zimą pokrywa lodowa trwa przez 7 miesięcy, a jej grubość sięga do 2 m.
Od południa i północy jezioro otaczają góry, na wschodzie plateau wulkaniczne utworzone przez potoki lawowe wulkanu Chorgo, a na zachodzie równina aluwialna. Osady denne, złożone głównie z mułów z warstwami gruboziarnistego piasku, mają grubość 3,5 do 6 m. Pod nimi, w zachodniej i środkowej części jeziora znajdują się granity, a we wschodnim krańcu – wulkanity z zatopionej części obszernego pola lawowego wulkanu Chorgo.
Jezioro, a zwłaszcza jego zachodnia część wraz z przybrzeżnymi mokradłami, stanowi ważne miejsce gniazdowania i odpoczynku migrujących ptaków. W wodach akwenu występuje liczna ichtiofauna.
Jezioro powstało w wyniku odcięcia koryta rzeki przez gorącą lawę spływającą z wulkanu Chorgo ok. 8,7 tys. lat temu. Pierwotnie było ok. 4 razy większe niż współcześnie, co dokumentuje zachowana terasa paleojeziora. Miało powierzchnię 196 km² i objętość wód 2,25 km³ (w innym miejscu tej samej pracy autorzy podają 1,9 km³), a lustro wody było 14 m wyżej od współczesnego. Obejmowało m.in. akwen obecnego jeziora Chödöö nuur. Ten wielki zbiornik PaleoTerchijn Cagaan nuur uległ zmniejszeniu, gdy jego wody zaczęły tworzyć odpływ, żłobiąc głęboki kanion w wulkanicznym plateau, co skutkowało powstaniem rzeki Suman gol.
Wizerunek jeziora znalazł się na wydanym w roku 2023 przez pocztę mongolską bloku znaczków z okazji 100-lecia ustanowienia ajmaku północnochangajskiego.